# District de Nipepe
Le district de Nipepe est une subdivision administrative de la province de Niassa, dans le nord du Mozambique. En 2007, sa population est de 30 009 habitants.

## Source de la traduction
- (en) Cet article est partiellement ou en totalité issu de l’article de Wikipédia en anglais intitulé « Nipepe District » (voir la liste des auteurs).